# Saphir Taïder
Saphir Sliti Taïder - em árabe, سفير سليتي تايدر (Castres, 29 de fevereiro de 1992), mais conhecido por Saphir Taïder, é um futebolista franco-argelino que atua como meio-campista. Atualmente, defende o Al-Ain.

## Carreira em clubes
Revelado pelo Castres FC, time de sua cidade, Taïder passou pelas categorias de base do US Albi e do Grenoble, onde se profissionalizou em 2010, aos 18 anos. Sua estreia foi contra o tradicional Olympique de Marseille, em 15 de maio. Menos de dois meses depois, assinou seu primeiro contrato profissional com o clube, válido por três anos.
Com os problemas financeiros que a equipe sofria (culminariam com o rebaixamento à quinta divisão francesa), o jovem atleta foi liberado pelo Grenoble em 2011, e assinou com o Bologna, onde fez sua estreia em janeiro do ano seguinte, contra o Napoli. No dia seguinte ao jogo, a Juventus acertou a contratação de Taïder em copropriedade, acordo esse que incluiu o dinamarquês Fredrik Sørensen.
Seguiria no Bologna até 2013, quando a Internazionale contrataria o meia por 5,5 milhões de euros, cedendo aos "Rossoblù" o uruguaio Diego Laxalt. A estreia pela equipe nerazzurra foi em 26 de agosto, uma semana após Taïder ser contratado. Entrou no lugar de Ricky Álvarez aos 40 minutos do segundo tempo da partida entre Inter e Genoa (vitória dos milaneses por 2 a 0).

## Seleção Argelina
Após defender as seleções sub-18, sub-19 e sub-20 da França, Taïder escolheu representar a Argélia em 2013, estreando contra o Benin e marcando um gol.
Convocado por Vahid Halilhodžić para a Copa de 2014, ficou no banco em dois jogos na primeira fase, tendo atuado apenas contra Bélgica e Alemanha.

## Vida pessoal
Natural de Castres (departamento de Tarn, região de Midi-Pirenéus), Taïder é filho de um tunisiano e de uma argelina.
Seu irmão mais velho, Nabil Taïder, optou em defender a Tunísia e, assim como Saphïr, embora pertença ao Parma, joga atualmente na Bulgária, representando o Lokomotiv Sófia.